# Ivan Brouka
Ivan Brouka (Minsk, 20 de abril de 1980) es un exjugador de balonmano bielorruso que jugaba de extremo izquierdo. Su último equipo fue el SKA Minsk. Fue un componente de la selección de balonmano de Bielorrusia.

## Palmarés

### SKA Minsk
- Liga de Bielorrusia de balonmano (5): 1998, 1999, 2000, 2001, 2002
- Copa de Bielorrusia de balonmano (6): 1998, 1999, 2000, 2001, 2002, 2019

### ZTR Zaporiyia
- Liga de Ucrania de balonmano (3): 2003, 2004, 2005

### Dinamo Minsk
- Liga de Bielorrusia de balonmano (2): 2012, 2013

## Clubes
| Club            | País        | Año         |
| --------------- | ----------- | ----------- |
| SKA Minsk       | Bielorrusia | 1997 - 2002 |
| ZTR Zaporiyia   | Ucrania     | 2002 - 2005 |
| MT Melsungen    | Alemania    | 2005 - 2011 |
| HC Dinamo Minsk | Bielorrusia | 2011 - 2014 |
| SKA Minsk       | Bielorrusia | 2014 - 2020 |